# Ciboneya
Ciboneya là một chi nhện trong họ Pholcidae.

## Các loài
Các loài trong chi này gồm:
- Ciboneya antraia Huber & Pérez, 2001
- Ciboneya nuriae Huber & Pérez, 2001
- Ciboneya odilere Huber & Pérez, 2001
- Ciboneya parva Huber & Pérez, 2001